# Anikita Sergejewitsch Jarzow
Anikita Sergejewitsch Jarzow (russisch Аникита Сергееевич Ярцов; * 6. Augustjul. / 17. August 1736greg. in Jekaterinburg; † 2. Augustjul. / 14. August 1819greg. im Dorf Nowoselje, Ujesd Wyschni Wolotschok, Gouvernement Twer) war ein russischer Bergbauingenieur.

## Leben
Jarzow stammte aus einer Werchoturjer Adelsfamilie. Sein Vater Sergei Feoktistowitsch Jarzow war Kanzleibeamter der Hauptverwaltung der Uraler Berg- und Hüttenwerke.
Jarzow absolvierte die Jekaterinburger Bergbauschule (Abschluss 1758) und studierte als erster Jekaterinburger an der Kaiserlichen Universität Moskau mit Abschluss 1762. In seinen persönlichen Dokumenten war als sein Geburtsjahr 1737 angegeben, um der Vorschrift über das Höchstalter für die Zulassung zum Universitätsstudium zu genügen.
Jarzow leitete 1762–1764 die Betriebswirtschaft des Generalprokurors des Senats Alexander Glebow im Gouvernement Wjatka. Jarzow befehligte den Bau des Klimkowski-Werks und des Cholunizki-Werks und wählte den Ort für den Bau des Tschernocholunizki-Werks aus.
1771 wurde Jarzow mit Ernennung zum Bergmeister nach Petrosawodsk zu den Olonezer Hüttenwerken geschickt. Ab 1772 leitete er die staatliche Alexander-Kanonenfabrik in Petrosawodsk. Nach eigenen Plänen baute er das Zentrum Petrosawodsks auf, das das Zentrum des Gouvernements Olonez wurde.
1782 wurde Jarzow zum Bergrat des Staatskassenamts in St. Petersburg ernannt. 1783 wurde er Direktor der St. Petersburger Berghochschule. 1785 wurde er Vizegouverneur des Gouvernements Wladimir.
Im April 1797 kam Jarzow nach Perm, um für die Bergbau-Expedition, das spätere Bergkollegium, die Leitung der Uraler Berg- und Hüttenwerke zu übernehmen, nachdem Kaiser Paul I. die Stelle des Hauptverwalters dieser Werke wieder eingerichtet hatte. Ab 1799 leitete Jarzow den Bergrat der Uraler Werke (bis 1802). Er organisierte den Bau des Nischneissetski-Werks bei Jekaterinburg und reorganisierte den Goldabbau, so dass die Goldproduktion um ein Vielfaches gesteigert werden konnte. Der Uraler Historiker Nikolai Korepanow charakterisierte Jarzow als letzten Bergbauführer in der Tradition Georg Wilhelm Hennings und Wassili Tatischtschews.
Jarzow war 1804–1806 Mitglied des Sonderkomitees für die Vorbereitung des Projekts einer Bergbau-Ordnung unter Vorsitz des Finanzministers Alexei Wassiljew. Jarzow verfasste ab 1807 bis zu seinem Tode eine achtbändige Russische Bergbaugeschichte, die als Manuskript erhalten ist. Materialien dafür hatte er im Auftrag Michail Soimonows ab 1797 gesammelt. Bekannt geworden war Jarzow durch die Einführung von Kupolöfen, Kolbengebläseöfen und Geräten zur Festigkeitsbestimmung von Gusseisen.
Ab 1805 lebte Jarzow im Dorf Nowoselje auf dem Landgut seiner Frau Nadeschda Alexandrowna geborene Lwowa (1747–1822), Schwester des Architekten Nikolai Lwow. Jarzows vier Söhne waren Offiziere der Kaiserlich Russischen Armee. Jarzows Tochter Ljubow Jarzowa (1794–1876) war unverheiratete Schriftstellerin und Übersetzerin.
Jarzows drei jüngere Brüder waren ebenfalls Bergbauingenieure. Jarzows Großneffe 2. Grades Januari Jarzow (1792–1861) war Orientalist und Übersetzer.

## Ehrungen
- Orden des Heiligen Wladimir IV. Klasse (1784), III. Klasse (1794)[2]
- Russischer Orden der Heiligen Anna II. Klasse (1798)[2]